# Aleksander Jakovljevič Patton
Aleksander Jakovljevič Patton (rusko Александр Яковлевич Паттон), ruski general avstrijskega rodu, * 1761, † 1815.
Bil je eden izmed pomembnejših generalov, ki so se borili med Napoleonovo invazijo na Rusijo; posledično je bil njegov portret dodan v Vojaško galerijo Zimskega dvorca.

## Življenje
1. januarja 1774 je vstopil v Preobraženski polk in 1. januarja 1787 je bil kot stotnik premeščen v Sofijski pehotni polk. Nato je bil pripadnik 2. pomorskega polka ter ročensalmske garnizije. 
17. januarja 1807 je bil imenovan za poveljnika Nevskega mušketirskega polka in 12. decembra istega leta je bil povišan v polkovnika. V letih 1808-09 se je boril proti Švedom.
8. aprila 1809 je postal poveljnik Tulskega mušketirskega polka, s katerim se je udeležil velike patriotske vojne. 27. maja 1813 je bil povišan v generalmajorja.
Leta 1814 je bil imenovan za poveljnika 2. brigade 14. pehotne divizije.